# 김동완 (가수)
김동완(金烔完, 1979년 11월 21일 ~ )은 대한민국의 가수이자 배우이며, 대한민국의 보이 그룹 신화와 신화 WDJ의 멤버이다.

## 학력
- 서울도곡초등학교 (졸업)
- 역삼중학교 (졸업)
- 휘문고등학교 (졸업)
- 상명대학교 연극영화학과 (학사)

## 음반

### 솔로
- 2007년 7월 1st Album 'KIM DONG WAN is...'
- 2007년 9월 1st re-package Album 'KIM DONG WAN is...'
- 2008년 5월 2nd Album 'The Secret'
- 2008년 9월 1st Live Concert '약속, Promise, やくそく, 約定' (9/20~21)
- 2014년 11월 싱글 'He_Sunshine'
- 2014년 12월 싱글 'He_Starlight'
- 2015년 10월 미니앨범 'D'
- 2015년 11월 미니앨범 'W'
- 2016년 4월 미니앨범 'K'
- 2017년 11월 미니앨범 'TRACE OF EMOTION'

### OST
- 2013년 12월 힘내요 미스터 김 OST

### 콘서트
| 일시                                                                                      | 장소                           |
| ----------------------------------------------------------------------------------------- | ------------------------------ |
| 2008. 09. 20 (SAT) ~ 21 (SUN) [PM 7:00] KIM DONG WAN CONCERT "약속,PROMISE,やくそく,约定" | SEOUL 이화여자대학교 대강당    |
| 2014. 11. 20 (THU) [PM 8:00] KIM DONG WAN MINI CONCERT "HE"                               | SEOUL AX-KOREA                 |
| 2014. 12. 31 (WED) [PM 10:00] KIM DONG WAN CONCERT "STARLIGHT"                            | SEOUL 잠실 학생체육관          |
| 2015. 11. 26 (THU) [PM 8:00] KIM DONG WAN CONCERT "첫 번째 외박"                          | SEOUL 롯데카드 아트센터 아트홀 |
| 2015. 11. 28 (SAT) ~ 29 (SUN) [PM 6:00] KIM DONG WAN CONCERT "첫 번째 외박"               | SEOUL 롯데카드 아트센터 아트홀 |
| 2015. 12. 03 (THU) [PM 8:00] KIM DONG WAN CONCERT "첫 번째 외박"                          | SEOUL 롯데카드 아트센터 아트홀 |
| 2015. 12. 05 (SAT) ~ 06 (SUN) [PM 6:00] KIM DONG WAN CONCERT "첫 번째 외박"               | SEOUL 롯데카드 아트센터 아트홀 |
| 2015. 12. 08 (TUE) [PM 8:00] KIM DONG WAN CONCERT "첫 번째 외박"                          | SEOUL 롯데카드 아트센터 아트홀 |
| 2015. 12. 10 (THU) [PM 8:00] KIM DONG WAN CONCERT "첫 번째 외박"                          | SEOUL 롯데카드 아트센터 아트홀 |
| 2015. 12. 12 (SAT) ~ 13(SUN) [PM 6:00] KIM DONG WAN CONCERT "첫 번째 외박"                | SEOUL 롯데카드 아트센터 아트홀 |

## 출연작

### 드라마
- 1996년 SBS 청소년드라마 《성장느낌 18세》
- 1996년 EBS 청소년드라마 《우리는 와이틴 - 새로운 친구》 ... 전기철 역
- 1996년 EBS 특집 학교안전드라마 《마지막 승부》 ... 병일 역
- 1996년 MBC 농촌드라마 《전원일기 - 공부할래? 농사지을래?》 ... 수남의 친구 역
- 1996년 KBS2 청소년드라마 《스타트》
- 1997년 KBS2 월화드라마 《내 안의 천사》 ... 어린 이우진 역 (정찬 아역)
- 1997년 MBC 특별기획드라마 《산》 ... 어린 시우 역 (박세준 아역)
- 2002년 KBS2 월화미니시리즈 《천국의 아이들》 ... 기호태 역
- 2002년 SBS 단막극 《오픈드라마 남과여 - 해피 버스데이》
- 2005년 MBC 베스트극장 《매직파워 알콜》 ... 상철 역
- 2005년 MBC 설특집 시트콤 《TV STORY》
- 2005년 MBC 주말드라마 《떨리는 가슴 - 사랑》 ... 강성재 역
- 2005년 KBS2 주말연속극 《슬픔이여 안녕》 ... 한정우 역
- 2006년 MBC 베스트극장 《잘 지내나요, 청춘》 ... 용묵 역
- 2007년 SBS 월화드라마 《사랑하는 사람아》 ... 윤석주 역
- 2011년 MBC 광복절 특집극 《절정》 ... 이육사 역
- 2012년 KBS1 일일연속극 《힘내요 미스터 김》 ... 김태평 역
- 2016년 KBS2 월화드라마 《무림학교》 ... 강태오 역
- 2017년 tvN 단막극 《드라마 스테이지 - 소풍 가는 날》 ... 재호 역
- 2019년 KBS2 화요드라마 《회사 가기 싫어》 ... 강백호 역
- 2025년 KBS2 주말드라마 《독수리 5형제를 부탁해!》 ... 오흥수 역

### 영화
- 2004년 《돌려차기》 ... 용객 역
- 2012년 《연가시》 ... 임재필 역
- 2015년 《어떤이의 꿈》 ... 동완 역
- 2016년 《글로리데이》 ... 용비형 역
- 2016년 《시선 사이》 ... 우민 역
- 2020년 《소리꾼》 ... 몰락 양반 역
- 2021년 《긴 하루》 ... 현수 역
- 2022년 《B컷》 ... 승현 역
- 2025년 《초혼, 다시 부르는 노래》 ... 박용철 역

### 예능
- 2000년 7월 17일 KBS2 《TV는 사랑을 싣고》 - 게스트
- 2001년 ~ 2002년 MBC 《목표달성 토요일 - 애정만세》
- 2004년 ~ 2005년 SBS 《실제상황 토요일 - 리얼로망스 연애편지 시즌1》
- 2012년 ~ 2013년 JTBC 《신화방송》
- 2015년 ~ 2016년 MBC 《나 혼자 산다》
- 2015년 8월 15일 MBC 《마이 리틀 텔레비전》 - 게스트
- 2015년 10월 10일 SBS 《동상이몽, 괜찮아 괜찮아》 - 게스트
- 2015년 10월 18일, 10월 25일 MBC《미스터리 음악쇼 복면가왕》 - 이 밤의 끝을 잡고
- 2018년 9월 15일, 9월 22일 KBS2 《배틀트립》
- 2019년 1월 7일 ~ 1월 21일 MBC 《독립원정대의 하루, 살이》
- 2021년 6월 16일 MBC 《황금어장  라디오스타》- 게스트
- 2022년 TV조선 《국가가 부른다》 게스트
- 2022년 SBS F!L 《외식하는 날 버스킹》 게스트

### MC
- 2003년 ~ 2005년 SBS 《SBS 인기가요》
- 2006년 ~ 2007년 KMTV 《쇼 뮤직탱크》
- 2018년 SBS 《SBS 인기가요》 스페셜 MC
- 2018년 7월 19일 ~ 12월 27일 tvN 《외계통신》
- 2019년 2월 12일, 2월 19일 KBS2 《프리즘》
- 2020년 8월 24일 ~ 2022년 2월 25일 EBS 1TV 《최고의 요리비결》

### 라디오 프로그램 (진행, 출연)
- 2000년 10월 ~ 2002년 10월 SBS PowerFM 《김동완의 텐텐클럽》
- 2007년 7월 18일 MBC 표준FM 《박경림의 심심타파》(일일 대타 진행)
- 2008년 4월 7일 ~ 4월 9일 MBC FM4U 《두시의 데이트》(임시)
- 2010년 12월 31일 SBS Power FM 《스윗소로우의 텐텐클럽》(일일 대타 진행)
- 2014년 12월 EBS FM 《EBS 책 읽는 라디오 낭독 시리즈》(낭독자)
- 2015년 11월 16일 MBC FM4U 《굿모닝FM 전현무입니다》(일일 대타 진행)

### 뮤지컬
- 2011년 5월 14일 ~ 2011년 8월 21일 뮤지컬 《헤드윅》
- 2013년 11월 14일 ~ 2014년 1월 25일 뮤지컬 《벽을 뚫는 남자》
- 2014년 8월 14일 ~ 2014년 12월 6일 뮤지컬 《헤드윅》
- 2016년 5월 26일 ~ 2016년 7월 24일 뮤지컬 《에드거 앨런 포》
- 2017년 7월 7일 ~ 2017년 10월 8일 뮤지컬 《시라노》
- 2018년 11월 9일 ~ 2019년 3월 3일 뮤지컬 《젠틀맨스 가이드 : 사랑과 살인편》

### 뮤직비디오
- SG 워너비 - 내사람, 느림보
- 허지에 - 사랑해선 안될 사람
- 신혜성 - 째각째각

### 광고
- 2003년 Tbyn
- 2005년 동화약품 까스활명수
- 2007년 소디프B&F 디츠, 소디프E&T 이프
- 2019년 네추럴라이즈
- 2021년 소프런 아임리얼

## 수상 및 후보
| 연도 | 시상식                     | 부문                       | 작품             | 결과 |
| ---- | -------------------------- | -------------------------- | ---------------- | ---- |
| 2002 | KBS 연기대상               | 남자 신인연기상            | 천국의 아이들    | 후보 |
| 2004 | 제3회 대한민국 영화대상    | 신인남우상                 | 돌려차기         | 후보 |
| 2004 | 제25회 청룡영화상          | 신인남우상                 | 돌려차기         | 후보 |
| 2005 | KBS 연기대상               | 남자 신인연기상            | 슬픔이여 안녕    | 수상 |
| 2011 | 보건복지부                 | 장관상                     | 빈칸             | 수상 |
| 2012 | KBS 연기대상               | 일일극부문 남자 우수연기상 | 힘내요 미스터 김 | 수상 |
| 2013 | 제6회 코리아 드라마 어워즈 | 남자 우수연기상            | 힘내요 미스터 김 | 수상 |
| 2013 | 제49회 백상예술대상        | 영화부문 남자 인기상       | 연가시           | 수상 |
| 2013 | 통일부                     | 감사패                     | 빈칸             | 수상 |
| 2015 | MBC 방송연예대상           | 버라이어티부문 남자 우수상 | 나 혼자 산다     | 수상 |

### 가요 프로그램 1위
| 연도            | 수상 내역 (총 3회)                                                                      |
| --------------- | --------------------------------------------------------------------------------------- |
| 2007년 (총 2회) | - 손수건 (총 2회) - 9월 1일 KMTV 《쇼 뮤직탱크》1위 - 9월 2일 SBS 《인기가요》 뮤티즌송 |
| 2015년 (총 1회) | - I'm fine (총 1회) - 10월 27일 SBS MTV 《더 쇼시즌4》 더 쇼 초이스                     |